# Composizioni di Maurice Ravel

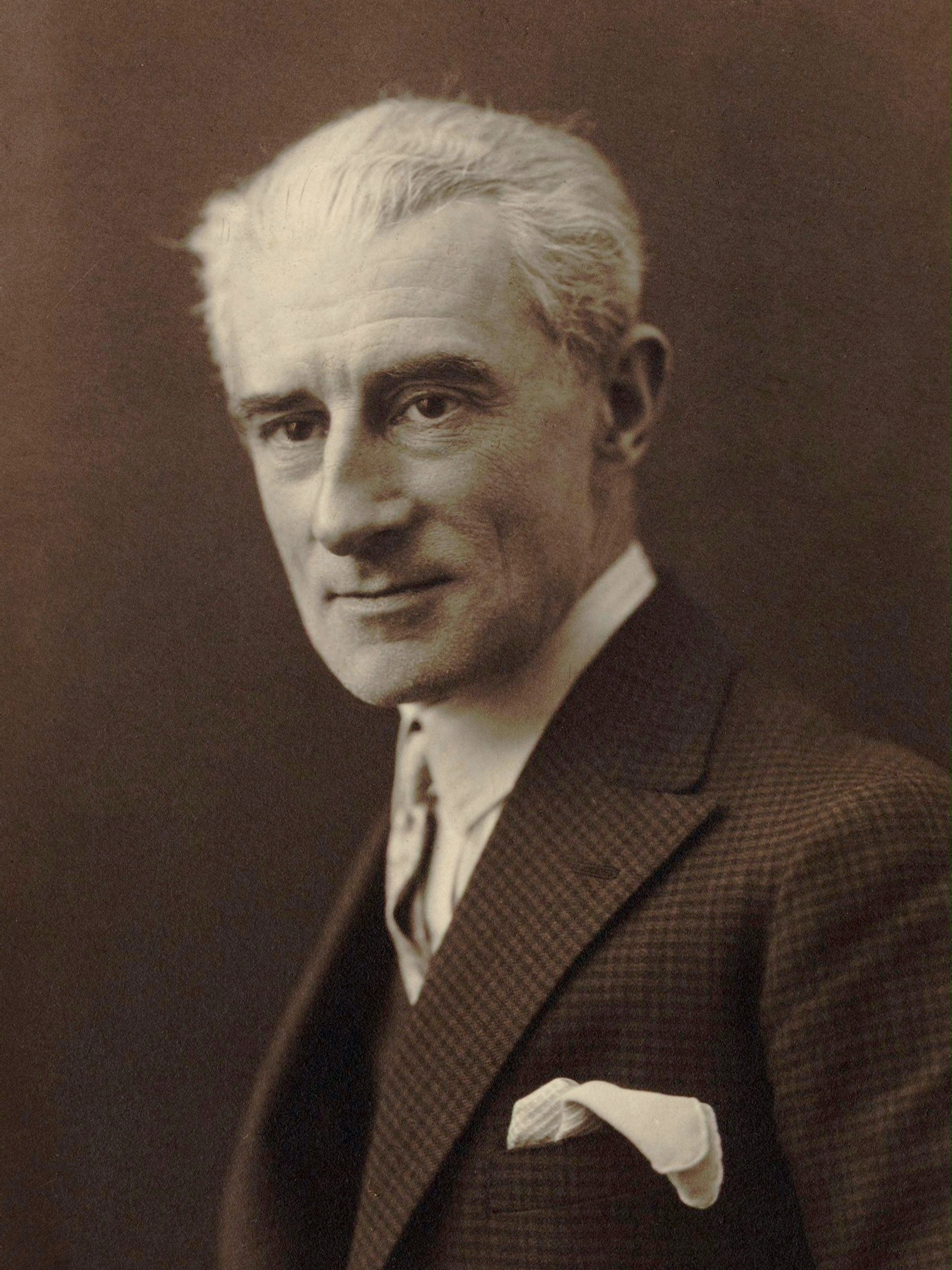
Ravel nel 1925.

Lista delle composizioni di Maurice Ravel (1875-1937), ordinate per data di composizione e per genere. L'ordine cronologico delle opere coincide con quello stabilito dai numeri di catalogo assegnati dal musicologo Marcel Marnat.

## Per numero di catalogo
- 1, Sonata per pianoforte (1888, un movimento soltanto, perduto)
- 2, Variazioni su un tema di Grieg (La morte di Åse dal Peer Gynt) per pianoforte (1888)
- 3, Variazioni su un tema di Schumann (corale Freu dich, o meine Seele dall'Album per la gioventù, Op. 68) per pianoforte (1888)
- 4, Ballade de la reine morte d'aimer ("En Bohème était une reine"), canzone in re minore per voce e pianoforte su testo di Roland de Marès (1893)
- 5, Sérénade grotesque, in fa diesis minore per pianoforte (1892–93)
- 6, Un grand sommeil noir, canzone in do diesis minore per voce grave e pianoforte su testo di Paul Verlaine (1895)
- 7, Menuet antique, in fa diesis minore per pianoforte (1895), per orchestra (1929)
- 8, Habanera, in fa diesis minore per due pianoforti (1895), per orchestra[1] (1907)
- 9, Sainte ("À la fenêtre recélant"), canzone in sol minore per voce e pianoforte su testo di Stéphane Mallarmé (1896)
- 10, D'Anne jouant l'espinette ("Lorsque je voy en ordre la brunette"), canzone in do diesis minore per voce e clavicembalo o pianoforte su testo di Clément Marot (1896)
- 11, La parade, per pianoforte (1896, schizzi per un balletto incompiuto per uno scenario di Antonine Meunier)
- 12, Sonate # 1 pour piano et violon, sonata in la minore per pianoforte e violino, nota come la Sonata postuma (1897, un movimento soltanto)
  - Allegro
- 13, Entre cloches, in fa minore per due pianoforti (1897)
- 14, Valse, valzer in re maggiore per pianoforte (1898)
- 15, Chanson du rouet ("O mon cher rouet"), canzone in mi maggiore per voce e pianoforte su testo di Leconte de Lisle (1898)
- 16, Si morne! ("Se replier toujours, sur soi-même"), canzone in fa diesis minore per voce e pianoforte su testo di Émile Verhaeren (1898)
- 17, Shéhérazade, ouverture de féerie, per orchestra (1898), per due pianoforti (1898)
- 18, Olympia, opera su L'uomo della sabbia di E. T. A. Hoffmann (1898–99, schizzi distrutti per un'opera incompiuta)
  - Symphonie horlogère[2]
- 19, Pavane pour une infante défunte, in sol maggiore per pianoforte (1899), per orchestra (1910)
- 20, Fuga per pianoforte (1899), perduta
- 21, D'Anne qui me jecta de la neige ("Anne par jeu me jecta de la neige"), canzone in sol diesis minore per voce e pianoforte su testo di Clément Marot (1899)
- 22, Callerhoe, cantata (1900, in parte perduta)
- 23, Fuga in re maggiore per pianoforte (1900)
- 24, Fugue à quatre voix, su un tema in fa maggiore di Napoléon Henri Reber per pianoforte (1900)
- 25, Les Bayadères per soprano, coro misto e orchestra (1900)
- 26, Preludio e fuga per pianoforte (1900)
- 27, Fuga in fa maggiore per pianoforte (1900)
- 28, Tout est lumière per soprano, coro misto e orchestra (1900)
- 29, Myrrha, cantata per soprano, tenore, baritono e orchestra su testo di Fernand Beissier ispirato da Lord Byron (1901)
- 30, Jeux d'eau, in mi maggiore per pianoforte (1901)
- 31, Semiramis, cantata (1902, in parte perduta)
- 32, Fuga in si (mi?) bemolle per pianoforte (1902)
- 33, La nuit, in mi bemolle maggiore, per soprano, coro misto e orchestra (1902)
- 34, Alcyone, per soprano, contralto, tenore e orchestra su testo di Eugène Adenis ed Edouard Adenis ispirato da Ovidio (1902)
- 35, Quartetto per archi in fa maggiore (1902–03)
  - Allegro moderato, tres doux
  - Assez vif, très rythmé
  - Très lent
  - Vif et agité
- 36, Fuga in mi minore per pianoforte (1903)
- 37, Matinée en/de Provence, in la maggiore per soprano, coro misto e orchestra (1903)
- 38, Alyssa, cantata per soprano, tenore, baritono e orchestra su testo di Marguerite Coiffier (1903)
- 39, Manteau des fleurs, canzone in re diesis minore per voce e pianoforte su testo di Paul Gravollet (1903), per orchestra (?)
- 40, Sonatine, in fa diesis minore per pianoforte (1903–05)
  - Modéré
  - Mouvement de menuet
  - Animé
- 41, Shéhérazade, ciclo di canzoni per soprano o tenore e orchestra su testo di Tristan Klingsor (1903), per voce e pianoforte (1903)[3]
  - Asie, in mi bemolle minore
  - La flûte enchantée ("L'ombre est douce et ton maître dort"), in si bemolle maggiore
  - L'indifférent ("Tes yeux sont doux comme ceux d'une fille"), in do diesis minore
- 42, Minuetto in do diesis minore per pianoforte (1904)
- 43, Miroirs per pianoforte (1904–05)
  - Noctuelles, in re bemolle maggiore
  - Oiseaux tristes, in mi bemolle minore
  - Une barque sur l'océan, fa diesis minore
  - Alborada del gracioso, re minore
  - La vallée des cloches, do diesis minore
- 43a, Miroirs[4] (1906-18)
  - Une barque sur l'océan, in fa diesis minore (1906, revisionato nel 1926)
  - Alborada del gracioso, in re minore (1918)
- 44, Fuga in do per pianoforte (1905)
- 45, L'aurore, in mi bemolle maggiore per tenore, coro misto e orchestra (1905)
- 46, Introduction et allegro pour harpe, flûte, clarinette et quatuor à cordes, introduzione e allegro in sol bemolle maggiore per arpa, flauto, clarinetto e quartetto d'archi (1905), per due pianoforti (1905)
- 47, Noël des jouets ("Le troupeau verni des moutons"), canzone in mi minore e maggiore per voce e pianoforte su testo di Ravel stesso (1905), per voce e orchestra (1906, revisionato nel 1913)
- 48, Les grands vents venus d'outre-mer, canzone in mi bemolle maggiore per voce e orchestra su testo di Henri de Régnier (1906)
- 49, La cloche engloutie, opera progettata su libretto di Ferdinand Hérold da un testo di Gerhart Hauptmann (1906–12, partitura distrutta dal compositore)
- 50, Histoires naturelles, ciclo di canzoni per voce media e pianoforte su testo di Jules Renard (1906)
  - Le paon ("Il va surement se marier aujourd'hui"), in fa maggiore
  - Le grillon ("C'est l'heure où, las d'errer"), in la minore
  - Le cygne ("Il glisse sur le bassin") in si maggiore
  - Le martin-pêcheur ("Ça n'a pas mordu, ce soir"), in fa diesis maggiore
  - La pintade ("C'est la bossue de ma cour"), in mi maggiore
- 51, Vocalise-étude en forme de habanera, canzone in sol minore per voce grave e pianoforte (1907)
- 52, L'heure espagnole, opera/commedia in un atto per cinque voci e orchestra su libretto di Franc-Nohain (1907), per 5 voci e pianoforte (1907)
- 53, Sur l'herbe ("L'abbé divague"), canzone in do diesis minore per voce e pianoforte su testo di Paul Verlaine (1907)
- 54, Rapsodie espagnole, per orchestra (1907)
  - Prélude à la nuit, in la minore
  - Malagueña, in la minore
  - Habanera, in fa diesis minore[1]
  - Feria, in do maggiore
- 55, Gaspard de la nuit per pianoforte su testo di Aloysius Bertrand (1908)
  - Ondine, in do diesis maggiore
  - Le gibet, in mi bemolle minore
  - Scarbo, in si maggiore
- 56, Pavane de la Belle au bois dormant, in la minore per pianoforte a quattro mani, ispirata da Charles Perrault (1908)
- 57, Daphnis et Chloé, balletto/sinfonia coreografica in la maggiore per coro misto e orchestra in tre parti su testo di Michel Fokine e di Ravel stesso ispirato da Longo Sofista (1909–12), per coro misto e pianoforte (1910)
- 57a, Daphnis et Chloé. Suite d'orchestre n°1, suite/frammenti sinfonici per coro misto e orchestra o orchestra non accompagnata (1911)
  - Nocturne avec choeur a capella ou orchestration seulement
  - Interlude
  - Danse guerrière
- 57b, Daphnis et Chloé. Suite d'orchestre n°2, suite/frammenti sinfonici per orchestra (1912-13)
  - Lever du jour
  - Pantomime
  - Danse générale
- 57c, Danse gracieuse de Daphnis, suite per pianoforte (1913)
  - Nocturne
  - Interlude et Danse guerrière
  - Scène de Daphnis et Chloé
- 58, Menuet sur le nom de Haydn, in Sol maggiore per pianoforte (1909)
- 59, Saint François d'Assise, cantata per soli, coro e orchestra su testo dai Fioretti di Francesco d'Assisi (1909–10, perduto)
- 60, Ma mère l'oye, pezzi per pianoforte a quattro mani sui racconti di Perrault e di Madame d'Aulnoy (1908–10)[5]
  - Pavane de la belle au bois dormant
  - Petit poucet
  - Laideronnette, impératrice des pagodes
  - Les entretiens de la belle et de la bête
  - Le jardin féerique
- 61, Valses nobles et sentimentales per pianoforte (1911), per orchestra (1912)
- 62, Ma mère l'oye, balletto[5] (1911–12)
- 63, À la manière de... per pianoforte (1912–13)
  - Borodine
  - Chabrier
- 64, Trois poèmes de Stéphane Mallarmé, ciclo di canzoni per voce ed ensemble (1913), per voce e pianoforte (1913)
  - Soupir
  - Placet futile
  - Surgi de la croupe et du bond
- 65, Preludio per pianoforte (1913)
- 66, Zaspiak-Bat, schizzi su temi baschi per pianoforte e orchestra (1913–14)
- 67, Trio per pianoforte e archi in la minore (1914)
  - Modéré
  - Pantoum. Assez vif
  - Passacaille. Très large
  - Final. Animé
- 68, Le tombeau de Couperin per pianoforte (1914–17)
  - Prélude
  - Fugue
  - Forlane
  - Rigaudon
  - Menuet
  - Toccata
- 68a, Le tombeau de Couperin[6] (1919)
  - Prélude
  - Forlane
  - Menuet
  - Rigaudon
- 69, Trois Chansons, Tre canzoni per coro misto non accompagnato su testo di Ravel stesso (1914–15), per voce media e pianoforte (1915)
  - Nicolette
  - Trois beaux oiseaux du paradis
  - Ronde
- 70, Frontispice per due pianoforti a cinque mani (1918)
- 71, L'enfant et les sortilèges, fantasia lirica su testo di Colette con 21 ruoli per soprani, mezzosoprani, tenori, bassi, coro misto e di bambini e orchestra
- 72, La valse, poema coreografico per orchestra (1919–20)
- 73, Sonata per violino e violoncello (Sonate pour violon et violoncelle),  (1920–22)
  - Allegro (la mineur)
  - Très vif (la mineur)
  - Lent (la mineur)
  - Vif, avec entrain (do majeur)
- 74, Berceuse sur le nom de Gabriel Fauré, per violino e pianoforte (1922)
- 75, Ronsard à son âme, canzone per voce e pianoforte su una lirica di Pierre de Ronsard (1923–24); per voce e orchestra (1935)
- 76, Tzigane, rapsodia per violino e pianoforte o orchestra (1924)
- 77, Sonata per violino n. 2, sonata per violino e pianoforte (1923–27)
  - Allegretto (sol majeur)
  - Blues. Moderato (la bémol majeur)
  - Perpetuum mobile. Allegro (sol majeur)
- 78, Chansons madécasses, ciclo di canzoni per soprano, flauto, violoncello, e pianoforte su testo di Evariste-Désiré Parny de Forges (1925–26)
  - Nahandove
  - Aoua
  - Il est doux
- 79, Rêves, canzone per voce e pianoforte su testo di Léon-Paul Fargue (1927)
- 80, Fanfare (1929 al Palais Garnier di Parigi, Ravel fu uno dei dieci compositori francesi che contribuirono alla danza per il balletto di bambini L'éventail de Jeanne)
- 81, Boléro, balletto (1928), per pianoforte a quattro mani (1929)
- 82, Concerto per pianoforte in re per la mano sinistra (1929–30)
- 83, Concerto per pianoforte in sol (1929–31)
- 84, Don Quichotte à Dulcinée, ciclo di canzoni per baritono e orchestra su testo di Paul Morand (1932–33)
  - Chanson romanesque
  - Chanson épique
  - Chanson à boire
- 85, Morgiane, oratorio-balletto per soli, coro e orchestra (1932), solo schizzi

## Per genere

### Musica per il teatro
- 18, Olympia, opera su L'uomo della sabbia (1898–99) di E. T. A. Hoffmann, schizzi distrutti
  - Symphonie horlogère (incorporata nell'apertura del n. 52, L'heure espagnole)
- 49, La cloche engloutie, opera progettata (1906–12), distrutta da Ravel
- 52, L'heure espagnole, opera su libretto di Franc-Nohain (1907-1909)
- 57, Daphnis et Chloé, balletto (1909–12)
- 62, Ma mère l'oye, balletto orchestrato dalla suite di duetti per pianoforte a quattro mani n. 60 (1911–12) con due pezzi aggiunti
- 71, L'enfant et les sortilèges, fantasia lirica su testo di Colette con 21 ruoli per soprani, mezzosoprani, tenori, bassi, coro misto e di bambini e orchestra
- 80, Fanfare (1927, Ravel fu uno dei dieci compositori francesi che contribuirono alla danza per il balletto di bambini L'éventail de Jeanne)
- 85, Morgiane, oratorio-balletto per soli, coro e orchestra (1932), solo schizzi

### Musica orchestrale
- Quadri da un'esposizione, orchestrazione della suite per pianoforte di Mussorgskij (1922)
- 7, Menuet antique per pianoforte (1895), per orchestra (1929)
- 17, Shéhérazade, ouverture de féerie per orchestra (1898)
- 19, Pavane pour une infante défunte per pianoforte (1899), per orchestra (1910)
- 43a, Miroirs, orchestrazione di pezzi scelti dal n. 43 (1906-18)
  - Une barque sur l'océan (1906)
  - Alborada del gracioso (1918)
- 54, Rapsodie espagnole, per orchestra (1907)
  - Prélude à la nuit
  - Malagueña
  - Habanera (orchestrazione della Habanera per due pianoforti del 1895, n. 8)
  - Feria
- 57a, Daphnis et Chloé. Suite d'orchestre n°1, suite per orchestra (1911)
  - Nocturne avec choeur a capella ou orchestration seulement
  - Interlude
  - Danse guerrière
- 57b, Daphnis et Chloé. Suite d'orchestre n°2, suite per orchestra (1912)
  - Lever du jour
  - Pantomime
  - Danse générale
- 60, Ma mère l'oye, pezzi per pianoforte a quattro mani sui racconti di Perrault e di Madame d'Aulnoy (1908–10, orchestrato nel 1911)
  - Pavane de la belle au bois dormant
  - Petit poucet
  - Laideronnette, impératrice des pagodes
  - Les entretiens de la belle et de la bête
  - Le jardin féerique
- 61, Valses nobles et sentimentales per pianoforte (1911), per orchestra (1912)
- 68a, Le tombeau de Couperin[6] (1919)
  - Prélude
  - Forlane
  - Menuet
  - Rigaudon
- 72, La valse, poema coreografico per orchestra (1919–20)
- 81, Boléro, balletto (1928), per pianoforte a quattro mani (1929)

### Musica concertante
- 66, Zaspiak-Bat, schizzi su temi baschi per pianoforte e orchestra (1913–14)
- 76, Tzigane, rapsodia per violino e pianoforte o orchestra (1924)
- 82, Concerto per pianoforte in re per la mano sinistra (1929–30)
- 83, Concerto per pianoforte in sol (1929–31)

### Musica vocale orchestrale
- 22, Callerhoe, cantata (1900), in parte perduta
- 25, Les Bayadères per soprano, coro misto e orchestra (1900)
- 28, Tout est lumière per soprano, coro misto e orchestra (1900)
- 29, Myrrha, cantata per soprano, tenore, baritono e orchestra (1901)
- 31, Semiramis, cantata (1902), in parte perduta
- 33, La nuit per soprano, coro misto e orchestra (1902)
- 34, Alcyone per soprano, contralto, tenore e orchestra (1902)
- 37, Matinée en Provence per soprano, coro misto e orchestra (1903)
- 38, Alyssa, cantata per soprano, tenore, baritono e orchestra (1903)
- 41, Shéhérazade, ciclo di canzoni per soprano o tenore e orchestra, su testo di Tristan Klingsor (1903)
  - Asie
  - La flûte enchantée
  - L'indifférent
- 45, L'aurore, per tenore, coro misto e orchestra (1905)
- 47, Noël des jouets ("Il Natale dei giocattoli"), canzone per voce e pianoforte (1905), per voce e orchestra (1906)
- 59, Saint François d'Assise per soli, coro e orchestra (1909–10), perduto
- 75, Ronsard à son âme, canzone per voce e pianoforte su versi di Pierre de Ronsard (1923–24), per voce e orchestra (1935)
- 84, Don Quichotte à Dulcinée, ciclo di canzoni per baritono e orchestra su testo di Paul Morand (1932–33)
  - Chanson romanesque
  - Chanson épique
  - Chanson à boire

### Musica da camera
- 12, Sonata n. 1 per violino e pianoforte (1897, postuma, primo movimento)
  - Allegro
- 35, Quartetto per archi in Fa maggiore (1902–03) Quartetto d'Archi, secondo movimento, Fanfara della United States Army
  - Allegro moderato, tres doux
  - Assez vif, très rythmé
  - Très lent
  - Vif et agité
- 46, Introduzione e allegro per arpa, flauto, clarinetto e quartetto d'archi (1905)
- 67, Trio per pianoforte e archi in La minore (1914)
  - Modéré
  - Pantoum. Assez vif
  - Passacaille. Très large
  - Final. Animé
- 73, Sonata per violino e violoncello (Sonate pour violon et violoncelle) (1920–22)
  - Allegro (La minore)
  - Très vif (La minore)
  - Lent (La minore)
  - Vif, avec entrain (Do maggiore)
- 74, Berceuse sur le nom de Gabriel Fauré, per violino e pianoforte (1922)
- 76, Tzigane, rapsodia per violino e pianoforte o orchestra (1924)
- 77, Sonata n. 2 per violino e pianoforte (1923–27)
  - Allegretto (Sol maggiore)
  - Blues. Moderato (La bemolle maggiore)
  - Perpetuum mobile. Allegro (Sol maggiore)

### Musica per pianoforte
- 1, Movimento di una sonata (1888), perduto
- 2, Variazioni su un tema di Grieg (La morte di Åse dal Peer Gynt, 1888)
- 3, Variazioni su un tema di Schumann (corale Freu dich, o meine Seele dall'Album per la gioventù, Op. 68, 1888)
- 5, Sérénade grotesque (1892–93)
- 7, Menuet antique (1895)
- 11, La parade (1896)
- 14, Valzer in re (1898)
- 19, Pavane pour une infante défunte
- 20, Fuga (1899), perduta
- 23, Fuga in re (1900)
- 24, Fugue à quatre voix su un tema di Napoléon Henri Reber in fa (1900)
- 26, Preludo e fuga (1900)
- 27, Fuga in fa (1900)
- 30, Jeux d'eau (1901)
- 32, Fuga in si bemolle (1902)
- 36, Fuga in mi minore (1903)
- 40, Sonatine (1903–05)
  - Modéré
  - Mouvement de menuet
  - Animé
- 42, Minuetto in do diesis minore (1904)
- 43, Miroirs (1904–05)
  - Noctuelles
  - Oiseaux tristes
  - Une barque sur l'océan
  - Alborada del gracioso
  - La vallée des cloches
- 44, Fuga in do (1905)
- 55, Gaspard de la nuit su testo di Aloysius Bertrand (1908)
  - Ondine
  - Le gibet
  - Scarbo
- 57c, Danse gracieuse de Daphnis, suite (1913)
  - Nocturne
  - Interlude et Danse guerrière
  - Scène de Daphnis et Chloé
- 58, Menuet sur le nom de Haydn (1909)
- 61, Valses nobles et sentimentales (1911)
- 63, À la manière de... (1912–13)
  - Borodine
  - Chabrier
- 65, Preludio (1913)
- 68, Le tombeau de Couperin (1914–17)
  - Prélude
  - Fugue
  - Forlane
  - Rigaudon
  - Menuet
  - Toccata

### Musica vocale strumentale
- 4, Ballade de la reine morte d'aimer, canzone per voce e pianoforte su testo di Roland de Marès (1893)
- 6, Un grand sommeil noir, canzone per voce grave e pianoforte su testo di Paul Verlaine (1895)
- 9, Sainte, canzone per voce e pianoforte su testo di Stéphane Mallarmé (1896)
- 10, D'Anne jouant l'espinette, canzone per voce e clavicembalo o pianoforte su testo di Clément Marot (1896)
- 15, Chanson de rouet, canzone per voce e pianoforte su testo di Leconte de Lisle (1898)
- 16, Si morne!, canzone per voce e pianoforte su testo di Émile Verhaeren (1898)
- 21, D'Anne qui me jecta de la neige, canzone per voce e pianoforte su testo di Clément Marot (1899)
- 39, Manteau des fleurs, canzone per voce e pianoforte su testo di Paul Gravollet (1903)
- 47, Noël des jouets ("Il Natale dei giocattoli"), canzone per voce e pianoforte (1905), per voce e orchestra (1906)
- 48, Les grands vents venus d'outre-mer, canzone per voce e orchestra su testo di Henri de Régnier (1906)
- 50, Histoires naturelles, ciclo di canzoni per voce media e pianoforte su testo di Jules Renard (1906)
  - Le paon
  - Le grillon
  - Le cygne
  - Le martin-pêcheur
  - La pintade
- 51, Vocalise-étude en forme de habanera, canzone per voce grave e pianoforte (1907)
- 53, Sur l'herbe, canzone per voce e pianoforte su testo di Paul Verlaine (1907)
- 64, Trois poèmes de Stéphane Mallarmé, ciclo di canzoni per voce ed ensemble (1913), per voce e pianoforte (1913)
  - Soupir
  - Placet futile
  - Surgi de la croupe et du bond
- 69, Trois Chansons, per coro misto non accompagnato su testo di Ravel (1914–15), per voce media e pianoforte (1915)
  - Nicolette
  - Trois beaux oiseaux du paradis
  - Ronde
- 75, Ronsard à son âme, canzone per voce e pianoforte su una lirica di Pierre de Ronsard (1923–24); per voce e orchestra (1935)
- 78, Chansons madécasses, ciclo di canzoni per soprano, flauto, violoncello, e pianoforte su testo di Evariste-Désiré Parny de Forges (1925–26)
  - Nahandove
  - Aoua
  - Il est doux
- 79, Rêves, canzone per voce e pianoforte su testo di Léon-Paul Fargue (1927)

### Musica corale
- 69, Trois Chansons, per coro misto non accompagnato su testo di Ravel (1914–15), per voce media e pianoforte (1915)
  - Nicolette
  - Trois beaux oiseaux du paradis
  - Ronde